# Imperivm: la Guerra de las Galias
Imperivm: la guerra de las Galias es un videojuego de estrategia para PC desarrollado por Haemimont Games, distribuido por FX Interactive, producido por Antonio Lucena Ferrero y diseñado gráficamente por Jose Luís Díaz. El manual fue realizado por Pablo Aranda y la música por Alejandro Gil. El jefe de testeo fue Eduardo Baéz y el testeo fue realizado por el equipo de testeo de FX Interactive: Aleksander Zamfirov, Atanas Veselinov, Dimitar Bakalov, Julian Pailov y Tsvetan Angelov.
El juego está basado en hechos históricos ocurridos en lo que actualmente es Francia.
El jugador puede revivir las grandes conquistas de Julio César con la República Romana o la heroica defensa de los galos con batallas tan importantes como la batalla de Gergovia.

## Jugabilidad
La acción se desarrolla en septiembre de 51 a. C., donde las legiones de Roma, al mando de Julio César, afrontan el momento decisivo de la Guerra de las Galias, una de las campañas más épicas de la historia de la humanidad. Se toma partida ente las aguerridas naciones galas y el poderoso Imperio romano.
Los dos modos disponibles en el juego son aventura y estrategia:
- Aventura: El protagonista es el héroe galo Lárax, que busca justicia, y se enfrenta a todos los peligros y adversidades que le acechan, como son los guerreros teutones, los gladiadores y los calabozos. Esta aventura incorpora los elementos más atractivos de un juego de rol, como son los personajes, los objetivos, los niveles de experiencia, objetos mágicos y la pausa.

- Estrategia: Este modo prueba la capacidad táctica basado en la conquista militar y un método de gestión de recursos que permiten la concentración en la batalla. Las rutas de suministro, los héroes y sus formaciones, los asedios y el mapa estratégico suponen el ajuste  de la dificultad del videojuego de los enemigos.

## Manual de juego

### Menú de inicio
Cada vez al iniciar una partida aparecerá la pantalla desde donde se puede acceder a todas las opciones del juego. Para seleccionarlos basta con pulsar el botón izquierdo del ratón.

#### Aprendizaje
La opción Aprendizaje está recomendada para los usuarios no expertos, para poder familiarizar con los controles y las acciones de Imperivm.
El protagonista del aprendizaje es el druida Haaser, con el que se podrá aprender a seleccionar y desplazar unidades aliadas, iniciar conversaciones con los personajes, desplazar el campo de visión, enviar recursos, etc.

### Modo aventura
El modo aventura es el modo donde se desarrollan las misiones. El juego está conformado por cuatro misiones de aventuras y una misión de aprendizaje. La dificultad que se puede elegir para las mismas son: fácil, medio y difícil.
- Defensores: En esta misión, tu grupo ha sido elegido por los dioses para defender la colina sagrada del ataque de los bárbaros. La misión consiste en resistir el mayor número posible de días. Al final de cada día, los dioses te otorgarán un deseo.
- El Trono de Dacia: Esta misión se remonta al siglo III. Roma asiste al esplendor de una de las provincias más prósperas del Imperio, Dacia. Un enclave demasiado tentador para hombres ávidos de poder. Un laberinto de conspiraciones que culmina con el asesinato del gobernador Cayo Agrippa. Fabio Agrippa, su hijo, es condenado a galeras. En la soledad de su confinamiento jura venganza.
- Imperium-Aventura: En esta misión los teutones han invadido la Galia. Ávidos de destrucción y poder, saquean la ciudad de Kormaris, acabando con todos sus habitantes. Sólo Lárax ha sobrevivido, y clama venganza.
- Invaders: Oleada tras oleada, tus enemigos atacan, y el cansancio te hace disparar más despacio. La misión consiste en resistir el mayor tiempo posible antes de sucumbir.

Los autores de las misiones es el propio desarrollador, Haemimont Games, a excepción de la misión Invaders, cuyo autor es Alexander Andonov.

### Modo estrategia
En esta modalidad se puede gestionar los recursos, adiestrar soldados, desplegar ejércitos, planificar batallas, etc. El objetivo principal es la conquista militar. Es el modo desarrollado para competir contra la CPU.

#### Mapa aleatorio
El tamaño del mapa puede ser pequeño, normal o grande, y las características pueden ser costero, continental, insular (islas, islas pequeñas e islas grandes) mediterráneo o montañoso. Las restricciones que se pueden elegir son sin cuevas, sin teutones, sin altares de sacrificios, sin ruinas, sin puestos, sin otras aldeas, sin otras fortalezas y/o sin animales. El número mínimo de jugadores es uno, y el número máximo de jugadores es ocho.

#### Mapa predefinido
En el mapa predefinido presentan las siguientes misiones: 
- Anillo mortal: Mapa para tres jugadores en el que existen pequeñas islas que darán ventaja al jugador que se atreva a explorarlas.
- Ascendencia: La región cuenta con cuatro áreas y un gran número de puestos avanzados. Una vez capturado, un puesto avanzado puede entrenar unidades. El objetivo es controlar los puestos avanzados.
- Batalla por la supervivencia: Un mapa en el que lo primero que han de hacer los jugadores es escapar de una isla en la que están prisioneros.
- Caos en islas: Tres grandes islas con dos fortalezas cada una. Hay sorpresas en las pequeñas islas que las rodean.
- Cuatro reinos: Lleno de estrechos pasadizos, este mapa montañoso tiene una fortaleza romana en el centro, que dará ventaja a quien la conquiste.
- El despertar de los teutones: Lleno de lagos, el movimiento por este mapa no es nada fácil. El jugador que se atreva a conquistar la fortaleza romana custodiada por teutones que se encuentran en el centro, será el más poderos.
- El muro: Una gran cadena montañosa separa dos zonas de este mapa. En cada una de las zonas se establecen los tres jugadores.
- El valle de la muerte: Este mapa continental dará a los jugadores la oportunidad de medir sus fuerzas en un gran valle situado en el centro.
- El valle de los teutones: Un mapa para dos equipos de tres jugadores cada uno, en el que los mismos estarán constantemente hostigados por el ataque de tribus teutonas.
- Guerra en el mar: Un mar lleno de islas: las orientales ocupadas por los romanos, y las occidentales por los galos. El resto, ocupadas por teutones, darán ventaja al jugador que las ocupe.
- La batalla de Stonehenge: Un poderoso romano manejado por el ordenador domina este mapa montañoso. El objetivo es eliminarlo.
- La costa norte: Un mapa costero con una orografía difícil.
- La isla misteriosa: En este mapa cuatro de los jugadores comienzan cada uno en una pequeña isla, y el resto juntos, en una gran isla central.
- La ribera: Un río divide este pequeño mapa en dos zonas, la primera bajo control romano, y la segunda por los galos.
- Las islas de la cruz: Lleno de islas de diferentes tamaños, este mapa dificulta el acceso al territorio de los demás jugadores.
- Lucha de gigantes: Al comienzo de la partida se dispone de un solo héroe, que hay que conservar durante toda la partida, puesto que no está permitido contratar más.
- Mares del terror: Una isla grande poblada de fuerzas neutrales, rodeada de otras más pequeñas.
- Norte y Sur: Una cadena montañosa divide de norte a sur este mapa continental, de manera que el paso entre ambas zonas es muy difícil.
- La caída de Ávalon: Tras la muerte del rey de Ávalon, la que fuera la gran ciudad, ha sido dividida y ha sufrido el acoso de numerosos enemigos. El objetivo es unir los herederos de Ávalon para salvar su hogar de la destrucción total.
- Tierras hostigadas: Un mapa costero con dos grandes penínsulas, una romana y la segunda gala. La configuración del mapa favorece que se produzcan batallas navales en él.
- Una X marca el lugar: Una gran isla en el centro rodeada de varias pequeñas que pueden y deben ser exploradas.
- Volcano: Un mapa montañoso en el que las fortalezas están situadas cerca de un enorme volcán.

## Unidades
Cada civilización de Imperivm tiene muchas clases de guerreros, y todas tienen características especiales, unas más fuertes que otras. Es posible formar grupos de hasta 50 unidades que les obedecen: los héroes, y también heroínas.

### Romanos
- Legionario: Los famosos componentes de las legiones de Roma que conquistaron el mundo.

- Arquero: Tan diestros en el combate a distancia como en la defensa de las fortalezas.

- Gladiador: Hombres entrenados duramente para la guerra con la asombrosa capacidad de aprender del enemigo más poderoso.

- Princep: La legendaria infantería pesada romana, el terror de cuantos se atreven a desafiarlos.

- Équites: Los caballeros romanos que con su carga comprometen la victoria enemiga.

- Sacerdote de Júpiter: Mediadores entre los dioses y los hombres que pueden sanar a los guerreros aliados incluso en el fragor de la batalla y lanzar rayos sobre los enemigos.

- Liberatus: Antiguos esclavos ahora libres que entre muchas cualidades pueden aprender del enemigo. Son temibles enemigos, presentes en los fortines al inicio del juego.

- Pretoriano: Los pretorianos son infantería pesada y experta que resulta muy útil contra cualquier enemigo. Son una unidad auténticamente temible, con la facultad de devolver al enemigo el daño infligido cuerpo a cuerpo. Las unidades capaces de causar un gran daño mediante alto poder de ataque y/o habilidades especiales encuentran una muerte rápida.

### Galos
- Guerreros: Infantería ligera que no necesita armadura para arrasar al enemigo, del que además es capaz de aprender.

- Arquero: Los arqueros galos son especialistas en debilitar al enemigo desde la distancia. Los que sirven de centinelas revelan emboscadas en la fortaleza.

- Guerrero con hacha: Los más expertos guerreros de la Galia son temibles entre todo el mundo gracias a sus hachas. Una gran unidad cuerpo a cuerpo pero muy vulnerable a arqueros.

- Lancero: Con poderosa armadura capaz de resistir los golpes más contundentes. Muy eficaces en la defensa y en el ataque. Son unidades muy polivalentes, ideales en cualquier estrategia.

- Jinete: Jinetes que como toda la caballería es capaz de cargar contra el enemigo y la mejor de esta facción indispensable para ganar la batalla.

- Guerrera: Mujeres entrenadas para la batalla que son el terror de los enemigos heridos. Pueden eliminar a cualquier enemigo cuya salud este por debajo del 50% (no funciona contra héroes).

- Druida: Esta unidad es capaz de curar a otras.

- Jefe Normando: La unidad más fuerte del juego, los poderosos normandos son contratados en el coliseo y en solitario y a un nivel significativo pueden destruir todo un ejército. Su potente "ataque vampirico" le permite recuperar salud con cada golpe de su poderoso martillo.

## Edificios
Hay varios edificios. Depende que civilización se escoja, tendrán un aspecto u otro.
- Fortaleza: Es la base principal de tu civilización, es allí donde están las estructuras para crear tu ejército, mejorarlo, y tener actualizaciones únicas de cada cultura.

- Foro: Es la estructura central de una fortaleza. Es allí donde se reúnen las unidades recién reclutadas, el lugar donde se almacenan los víveres y el oro, también se puede hacer que se carguen mulas para transportar oro o víveres. Quien tenga el control del foro tiene el control de la fortaleza.

- Cuartel: Centro de reclutamiento de nuevas unidades de combate para incorporarlas a tu ejército.

- Coliseo: Es el edificio donde se contratan héroes para ponerlos al mando de tus ejércitos y se adiestran a tus guerreros para mejorar su nivel.

- Taberna: Aquí se puede intercambiar información, tales como mapas del lugar. También se organizan fiestas.

- Herrería: Se fabrican armas y armaduras. Una vez creados nuevos tipos de equipos, a las unidades seleccionadas se les pueden añadir mejoras.

- Templo: Habitados por los sacerdotes y los druidas, que pueden curar heridas, lanzar hechizos y controlar las fuerzas animales.

- Puerto: En este edificio se pueden crear cargueros que transportan oro o comida y navíos de guerra.

- Altar de sacrificios: Sacrificando druidas o sacerdotes se pueden invocar varios hechizos.

- Puesto avanzado: Son edificios en donde se encuentran 500 piezas de oro al que lo captura (la primera vez). Pueden ser de piedra o de madera, los de piedra pueden crear más piezas de oro si se insertan 2000 de oro en el puesto, en el de madera se puede intercambiar comida por oro. Se pueden crear mulas, como en otros edificios.

## Doblaje
La dirección del rodaje fue dirigida por Rosa Sánchez en los Estudios EXA. Los actores de doblaje fueron:
| - Iñaki Crespo - José Ángel Juanes - Manuel Bellido - Carlos Ysbert | - Antonio Gálvez - Paco Hernández - Gemma Martín - María Jesús Gil | - Isabel Donate - Eduardo del Hoyo - Ángel Román - Miguel Zúñiga | - David García Vázquez - Jesús Jiménez - Luis Gaspar - Javier Franquelo - Antonio Resines |